# Berliner Institut für empirische Integrations- und Migrationsforschung
Das Berliner Institut für empirische Integrations- und Migrationsforschung (BIM) ist eine Forschungseinrichtung der Humboldt-Universität zu Berlin. Es wurde im April 2014 von der Gemeinnützigen Hertie-Stiftung, dem Deutschen Fußball-Bund, der Bundesagentur für Arbeit, der Beauftragten der Bundesregierung für Migration, Flüchtlinge und Integration und der Humboldt-Universität zu Berlin gegründet.

## Schwerpunkte und Positionen
Das Ziel des BIM ist die wissenschaftliche Erforschung der Dynamiken von Migration, Integration, In- und Exklusion in postmigrantischen Gesellschaften, wobei die analytische Perspektive über ‚das Migrantische‘ hinaus auf die gesamte Gesellschaft ausgeweitet wird. Eine Verzahnung von empirischer Grundlagenforschung mit Theorien der Migrations- und Integrationsforschung soll dabei zu einer kritischen Reflexion und Versachlichung der etablierten Diskurse um die Themen Einwanderung, Zugehörigkeit, Diskriminierung und Rassismus beitragen.

## Geschichte
Die Gründung des Berliner Institut für empirische Integrations- und Migrationsforschung (BIM) geht auf die Initiative der Gemeinnützigen Hertie-Stiftung zurück, die einen bundesweiten und nicht-öffentlichen Wettbewerb zur Bestimmung des Standortes durchführte, wobei sich der Antrag der Humboldt-Universität durchsetzte. Mit der Initiative ging die Zielstellung einher, ein Institut zu gründen, das die empirische Forschung im Themenfeld und die daran beteiligten Disziplinen bündelt und auch als Ansprechpartner für die Politik fungieren kann.
Mit einer Auftakt-Pressekonferenz am 2. April 2014 hat das BIM seine Arbeit aufgenommen.
Das BIM hat wesentlich zum Aufbau des 2018 gegründeten Deutschen Zentrums für Integrations- und Migrationsforschung (DeZIM) im Ministerium für Familie, Senioren, Frauen und Jugend (BMFSJ) beigetragen – das BIM wurde durch den Deutschen Bundestag mit der Gründung des DeZIM beauftragt. Als Mitglied der DeZIM-Forschungsgemeinschaft ist das BIM eines von sieben führenden Migrationsforschungseinrichtungen in Deutschland und steht damit beispielhaft für eine bundesweite, thematisch ausgerichtete Forschungskooperation.
Im Rahmen eines Sondertatbestands der Berliner Hochschulverträge wurden eine Geschäftsstelle, ein Sekretariat, eine Verwaltungsabteilung und vier Professuren mit personeller Ausstattung eingerichtet und 2020 ernannt, die die vorher bestehenden beteiligten Professuren an der Humboldt-Universität zu Berlin ergänzen.
Das BIM und die Gemeinnützige Hertie-Stiftung (GHS) schreiben ab 2024 den Klaus J. Bade-Nachwuchspreis für Migrations- und Integrationsforschung aus, der jährlich von der Hertie-Stiftung zur Verfügung gestellt und durch das BIM verliehen wird.
Der Preis richtet sich an Nachwuchswissenschaftlerinnen und -wissenschaftler, die sich durch herausragende, durch Publikationen nachgewiesene Leistungen auf dem Gebiet der Migrations- und Integrationsforschung verdient gemacht haben und im Sinne des Namensgebers Klaus J. Bade ihre Forschung in der Öffentlichkeit vertreten. Das Preisgeld in Höhe von 7.500 Euro steht der Preisträgerin oder dem Preisträger zur freien Verfügung.

## Organisation
Das BIM ist in acht Abteilungen, einer Geschäftsstelle und eine Institutsleitung gegliedert. Das BIM ist ein Interdisziplinäres Zentrum der Humboldt-Universität zu Berlin. Der Zentrumsrat besteht aus gewählten Mitgliedern der Statusgruppen Professoren und wissenschaftliche Mitarbeiter. Eine Mitgliederversammlung stellt das Gremium der Mitglieder dar. Ein Kuratorium begleitet die Arbeit des BIM. Den Vorsitz des Kuratoriums hatte bis Mai 2018 Staatsministerin Aydan Özoğuz inne, die zugleich die Beauftragte der Bundesregierung für Migration, Flüchtlinge und Integration ist. Ab Juni 2018 hat Staatsministerin Annette Widmann-Mauz den Kuratoriumsvorsitz übernommen. Ihre Nachfolgerin als Staatsministerin Reem Alabali-Radovan hat den Vorsitz des Kuratoriums übernommen. Im BIM sind acht Abteilungen angesiedelt, die ihr Forschungswissen aus unterschiedlichen Instituten in Berlin mitbringen und deren Methoden und Theorien – aus den Sozial-, Kultur- und Bildungswissenschaften über die Sportwissenschaft bis hin zur Psychologie und Medizin – die Transdisziplinarität des Institutes gewährleisten:
1. Wissenschaftliche Grundfragen zu Integration und Migration (Leitung: Gökce Yurdakul)
2. Arbeitsmarkt, Migration und Integration (Leitung: Johannes Giesecke und Zerrin Salikutluk)
3. Bildung und Integration (Leitung: Petra Stanat und Aileen Edele)
4. Integration, soziale Netzwerke und kulturelle Lebensstile (Leitung: Manuela Bojadžijev)
5. Integration, Sport und Fußball (Leitung: Ulrike Burrmann)
6. Migration, psychische und körperliche Gesundheit und Gesundheitsförderung (Leitung: Andreas Heinz und Ulrike Kluge)
7. Integrationsforschung und Gesellschaftspolitik (Leitung: Naika Foroutan)
8. Ökonomische Integrations- und Migrationsforschung (Leitung: Herbert Brücker)

Zurzeit wird das BIM durch Herbert Brücker (Direktor) und Gökce Yurdakul (Direktorin) geleitet. Die Geschäftsstelle wird durch Damian Ghamlouche als wissenschaftlicher Geschäftsführer geleitet. Für die Presse- und Öffentlichkeitsarbeit ist Wolf Farkas zuständig.

## Arbeitsschwerpunkte der BIM-Abteilungen
- Die Abteilung „Integration, Sport und Fußball“ thematisiert den modernen Sport und speziell den modernen Fußballsport im Kontext gesellschaftlichen Wandels. Mit besonderem Bezug auf die internationale Integrations-, Sozialkapital- und Zivilgesellschaftsforschung wird dabei die kulturelle, soziale und politische Bedeutung des (Fußball-)Sports als institutionellem Zwischenträger in gesellschaftlichen Integrationsprozessen analysiert.[9]
- In der Abteilung „Arbeitsmarkt, Migration und Integration“ werden Prozesse der Integration in den Arbeitsmarkt beschrieben und analysiert. Ein Fokus der Abteilung ist die Interdependenz zwischen Geschlecht und Migration in der Produktion von Ungleichheiten am Arbeitsmarkt. Vor dem Hintergrund des Strukturwandels am deutschen Arbeitsmarkt stellt sich zudem die Frage, welche Auswirkungen Migration auf den deutschen Arbeitsmarkt hat und inwieweit der Beschäftigungswandel Ungleichheiten zwischen Personen mit und ohne Migrationshintergrund beeinflusst. Die Abteilung kooperiert mit dem Deutschen Institut für Wirtschaftsforschung.[10]
- Die Abteilung „Integration, soziale Netzwerke und kulturelle Lebensstile“ erforscht die alltäglichen Orientierungen und lebensweltliche Bindungen gesellschaftlicher Akteure in der Migrationsgesellschaft. Mit dieser Ausrichtung soll deutlich werden, dass es nicht mehr nur um traditionelle Zugehörigkeiten ethnischer oder nationaler Art geht, sondern vor allem auch um die sich verändernde Zuordnungen von Menschen und Gruppen zu sozialen Lebenswelten und kulturellen Lebensstilen.[11]
- Die Abteilung „Wissenschaftliche Grundfragen zu Integration und Migration“ befasst sich mit theoretisch-konzeptionellen und empirisch-methodologischen Grundfragen der Integrations- und Migrationsforschung.[12]
- Die Abteilung „Bildung und Integration“ untersucht Bedingungen des Kompetenzerwerbs und Bildungserfolgs von Heranwachsenden aus zugewanderten Familien.[13]
- Die von der Abteilung „Migration, psychische und körperliche Gesundheit und Gesundheitsförderung“ fokussierte Public und Global (Mental) Health-Forschung beschäftigt sich mit diversityspezifischen Aspekten der Prävalenz, Ätiologie, Symptomatologie, Therapie und Prävention von Erkrankungen bei Menschen aus verschiedenen soziokulturellen Kontexten. Weitere Forschungsschwerpunkte sind die Gesundheitsförderung, Auswirkungen sozialer Ausschließung auf Gesundheit, die konzeptionelle Weiterentwicklung von Versorgungskonzepten für sozial benachteiligte Gruppen, deren Implementierung und die Evaluation der Wirksamkeit auf Betroffenen- und Expertenebene.[14]
- Die Abteilung „Integrationsforschung und Gesellschaftspolitik“ arbeitet theoretische Integrationsforschung im sozialwissenschaftlichen Feld auf und analysiert internationale Integrationskonzepte und Integrationspolitiken in heterogenen Gesellschaften vergleichend und untersucht die politischen Wirkungen auf die postmigrantische Gesamtgesellschaft.
- Die Abteilung "Ökonomische Integrations- und Migrationsforschung" untersucht aus mikro- und makroökonomischer Perspektive globale und europäische Migrationsprozesse, Aspekte der wirtschaftlichen Integration und Folgen der Migration.

## Forschungsprojekte
- Forschungs-Interventions-Cluster "Solidarität im Wandel?" - gefördert von der Beauftragten der Bundesregierung für Migration, Flüchtlinge und Integration[15]
- Postmigrantische Gesellschaft II[16]
- Frauen mit Migrationshintergrund im zivilgesellschaftlichen Engagement: Inklusions- und Partizipationsarbeit mit Geflüchteten (FemPart) - in Kooperation mit dem Institut für Migrationsforschung und Interkulturelle Studien der Universität Osnabrück (IMIS)[17]
- Geflüchtete Frauen und Familien - in Kooperation mit dem Institut für Arbeitsmarkt- und Berufsforschung[18]
- Migration und Mitbestimmung im Betrieb - gefördert durch die Hans-Böckler-Stiftung[19]
- ExiTT: Exit - Transit -Transformation[20]
- Datenservice- und Forschungszentrum[21]
- Clearingstelle Psychosoziales Ressourcen - Netzwerk zur interkulturellen Öffnung der psychosozialen Regelversorgung für Berlin[22]
- Europäisierung der Lebenslagen. Polnische Gründer/innen in Berlin und im Deutsch-Polnischen Grenzgebiet[23]
- Gesellschaft Extrem. Radikalisierung und Deradikalisierung in Deutschland - in Kooperation mit dem Leibniz-Institut Hessische Stiftung Friedens- und Konfliktforschung (HSFK)[24]
- Motive und Handlungsmacht vollverschleierter Frauen in Deutschland[25]
- Geflüchtete Familien in Deutschland (GeFam) - gefördert vom Bundesministerium für Bildung und Forschung[26]
- Flucht und Antisemitismus: Qualitative Befragung von Expert_Innen und Geflüchteten. Erste Hinweise zu Erscheinungsformen von Antisemitismus bei Geflüchteten und mögliche Umgangsstrategien - in Auftrag des Unabhängigen Expertenkreises Antisemitismus des Bundesministerium des Innern[27]
- Welcome Tandems @Faculties of Humanities and Social Sciences[28]
- Die Mitglieder der IG-Metall mit Migrationshintergrund - in Auftrag der IG-Metall[29]
- Lehrerhandeln und Schülerleistung. Wie Lehrer ihre Schüler motivieren können - in Kooperation mit dem Sachverständigenrat deutscher Stiftungen für Integration und Migration (SVR) / gefördert durch die Stiftung Mercator[30]
- Contesting Authorities over Body Politics: The Religious / Secular Tension in Germany, Israel and Turkey - gefördert durch die German-Israeli Foundation (GIF)[31]
- Handlungsmodi unterschiedlicher Kommunen im Feld der Arbeit mit Geflüchteten[32]
- "SEiSMiC" - Societal Engagement in Science, Mutual Learning in Cities[33]
- Effekte von Einstellungen, Erwartungen und Handlungsweisen von Lehrkräften auf den Bildungserfolg von Schülerinnen und Schülern mit Migrationshintergrund[34]
- Vom „Trauma“ zur „Marke“? Das „Jüdische Berlin“ zwischen Erinnerungspolitik und urbanem Marketing - gefördert durch die Deutsche Forschungsgemeinschaft[35]
- Concepts for the Development of Intelligence, Security and Prevention (CODISP) - gefördert durch das Bundesministerium für Bildung und Forschung[36]
- Maßnahmen der Bundeszentrale für gesundheitliche Aufklärung (BZgA) im verbandlich organisierten Fußball des Deutschen Fußball-Bundes (DFB) - gefördert von der Bundeszentrale für gesundheitliche Aufklärung[37]
- Wissenschaftliche Begleitung des DOSB-Programms „Integration durch Sport“ - gefördert durch das Bundesministerium des Innern und das Bundesamt für Migration und Flüchtlinge[38]
- KOSMOS Sommer Universität - gefördert durch die Humboldt-Universität zu Berlin[39]
- Diskriminierungserfahrungen in Deutschland - gefördert durch die Antidiskriminierungsstelle des Bundes[40]
- Hybride europäisch-muslimische Identitätsmodelle (HEYMAT) - gefördert durch die VolkswagenStiftung[41]
- Junge Islam Konferenz Deutschland - gefördert durch die Stiftung Mercator[42]
- SOEP-Record-Linkage: Befragung von Zuwanderern der Sozialversicherungsstatistik im Längsschnitt (SOEP-REC-LINK) - gefördert durch die Leibniz-Gemeinschaft[43]
- Forschungsgruppe JUNITED - Junge Islambezogene Themen in Deutschland - gefördert durch die Stiftung Mercator[44]
- Religiöse Diversität als Herausforderung: Die Einführung von islamischem Religionsunterricht in Deutschland[45]
- Das Erwachsenwerden türkischer Migrantennachkommen. Eine Mixed-Methods-Studie auf Basis des SOEP - gefördert durch die Deutsche Forschungsgemeinschaft[46]

## Förderpartner
Das BIM wurde durch die Gemeinnützige Hertie-Stiftung und den Deutschen Fußball-Bund bis Ende des Jahres 2023 gefördert. Da die Förderpartner ihr Ziel mit der erfolgreichen Institutionalisierung des BIM erreicht hatten, wurde das Förderengagement wie vorgesehen und nach erneuter Verlängerung nach zehn Jahren eingestellt. Die Gemeinnützige Hertie-Stiftung fördert den Klaus J. Bade-Forschungspreis als Zeichen der weiteren Verbundenheit mit dem BIM. Die Bundesagentur für Arbeit und die Beauftragte der Bundesregierung für Migration, Flüchtlinge und Integration sind weiterhin als Unterstützungspartner*innen des BIM aktiv.
Das BIM erhält projektbezogene Förderung von staatlichen und privaten Einrichtungen wie Stiftungen, die in der Förderung von Wissenschaft und Forschung engagiert sind. Diese Drittmittel ergänzen die Finanzierung des BIM aus dem Haushalt der Humboldt-Universität zu Berlin.

## Öffentlichkeitsarbeit
Der Transfer der wissenschaftlichen Forschung aus dem universitären Raum in Politik, Medien und Zivilgesellschaft ist ein primäres Anliegen des BIM. Dafür werden u. a. unterschiedliche Veranstaltungsformate eingesetzt (Akademische Debatte, Wissenschaft trifft Praxis und Berlin Lecture). Es finden regelmäßige Pressegespräche und Pressekonferenzen statt. Das BIM veröffentlicht einen Medienspiegel der Berichterstattung über das BIM.

## Direktoren
- Sebastian Braun (2014–2015)
- Wolfgang Kaschuba (2015–2018)
- Naika Foroutan und Herbert Brücker (seit 2018)
- Herbert Brücker und Gökçe Yurdakul (seit 2023)[48]